# Estación de Luzianes
La Estación Ferroviária de Luzianes, igualmente conocida como Estación de Luzianes, es una estación de ferrocarriles de la Línea del Sur, que sirve a parroquias de Luzianes-Gare, en el ayuntamiento de Odemira, en Portugal.

## Características
En enero de 2011, presentaba dos vías de circulación, ambas con cerca de 289 metros de longitud, y tenía dos plataformas, teniendo la primera 105 metros de longitud y 30 centímetros de altura, mientras que la segunda tenía 70 metros de longitud y 70 centímetros de altura.

## Historia

### Planificación, construcción e inauguración
El tramo entre las Estaciones de Amoreiras-Odemira y Faro de la Línea del Sur, donde esta plataforma se encuentra, fue inaugurado el 1 de julio de 1889.